# Saltatricula atricollis
Saltatricula atricollis là một loài chim trong họ Thraupidae.